# 今泉野乃香
今泉 野乃香（いまいずみ ののか、1998年2月6日 - ）は、日本の元子役、神奈川県出身。
「シーアンドティー(C&T)」（現：キャロット）に所属していた。
都立八王子高校を経て大東文化大学に進学し、女子長距離部で活躍。
2020年3月に大学を卒業後は翌4月に埼玉医科大学へ就職、女子陸上部に所属していた。

## 略歴・人物
- 1998年、0歳の頃に、赤ちゃんモデルとして芸能界デビュー。
- 2002年、トヨタ自動車で、CM初出演。
- 2007年、『まるまるちびまる子ちゃん』で野口笑子役を演じる。
- 趣味は、走る事と貝殻・シール集め。特技は手話。
- 大東文化大学在学中に関東大学女子駅伝、全日本大学女子駅伝、富士山女子駅伝にも出場している[2]。

## 出演

### テレビドラマ
- ウルトラマンコスモス 第12話（2001年、毎日放送） - フブキ・サヤカ役
- 土曜ワイド劇場 鬼子母神（2001年、テレビ朝日） - 渡井弥音 役
- ドラマスペシャル 鉄道員（2002年、テレビ朝日） - 鈴木花子 役
- 天使の歌声 〜小児病棟の奇跡〜（2002年、フジテレビ） - より子（幼少時代） 役
- 仮面ライダー龍騎 第45話（2002年、テレビ朝日）
- 月曜ミステリー劇場 探偵 左文字進5 三人目の女（2002年、TBS） - 小林佳恵 役
- 精霊流し〜あなたを忘れない（2002年、日本テレビ） - 石田紅子 役
- サイコドクター 最終回（2002年、日本テレビ） - 森三七子 役
- こたえてちょーだい!（2002年 - 2005年、フジテレビ）
- 月曜ゴールデン 弁護士高見沢響子5 - 10（2002年 - 2009年、TBS） - 加納真希 役
- ららら日記（2003年、日本テレビ）
- 月曜ミステリー劇場 広域捜査官宮之原警部丹後浦島殺人事件（2003年、TBS）
- 土曜ワイド劇場 第一級殺人弁護2（2003年、テレビ朝日） - 宮野直美 役
- 愛の劇場 銀座まんまんなか!（2003年、TBS） - 佐藤朋香 役
- 愛情イッポン!（2004年、日本テレビ） - 巴（幼少） 役
- 南くんの恋人 第10話（2004年、テレビ朝日） - ちよみ（幼少） 役
- ザ・ジャッジEX（2005年、フジテレビ）
- 金曜エンタテイメント 松本清張スペシャル・黒い樹海（2005年、フジテレビ） - サキ 役
- 大河ドラマ 功名が辻（2006年、NHK） - たま 役
- 4夜連続 翼の折れた天使たち セレブ（2006年、フジテレビ） - 理沙 役
- 自転車少年記（2006年、テレビ東京） - カナデ（幼少） 役
- 百鬼夜行抄（2007年、日本テレビ） - チハヤマル 役
- 今、日本がおかしい!子供を守れ! お母さんが学校に教育再生直談判SP“イジメからの脱出”（2007年、フジテレビ） - 主演・高橋ゆかり 役
- まるまるちびまる子ちゃん（2007年 - 2008年、フジテレビ） - 野口笑子 役
- 風魔の小次郎（2007年、TOKYO MX） - 飛鳥絵里奈 役
- 東京ゴースト・トリップ 第5話（2008年、TOKYO MX） - 諸田みき 役
- CHANGE（2008年、フジテレビ） - 生徒 役
- 水曜ミステリー9 夏樹静子サスペンス・湖に佇つ人「鬼の棲む老舗旅館」（2009年、テレビ東京） - 定子の子供（操の養女） 役

### CM
- トヨタ自動車 オールトヨタ販促キャンペーン（2002年12月 - 2003年3月）
- 龍角散 お薬飲めたね篇（2003年1月 - 3月）
- ダスキン フロアモップ・人形篇（2003年8月 - 2004年8月）
- AEON 入学スーツ（2004年）
- ミツカン 追いがつおつゆ（2004年5月8日 - 8月31日・11月27日 - 2月27日）
- 日立 つくろうキャンペーン（2005年）
- 第一三共ヘルスケア 新ルルAゴールド（2005年 - 2007年）
- マクドナルド ハッピーセット きらりん☆レボリューション（2006年10月）
- 日本民間放送連盟 CMのCMキャンペーン-CMって何?編-（2006年）

### 映画
- 鏡の女たち（2003年）
- 恋愛寫眞 Collage of our Life（2003年6月14日公開）
- ココロとカラダ（2004年） - 少女 役
- flowers（2005年）
- 暗いところで待ち合わせ（2006年11月25日公開） - 本間ミチル（幼少） 役
- 着信アリFinal（2006年6月24日公開） - シウ 役
- ユキとニナ（2009年）

### スチル
- エポック社 プカプカふろっぴぃ（パッケージ、2004年）
- ジャスコ（チラシ、2004年）
- ダイエー（チラシ、2004年）
- イトーヨーカ堂（チラシ・店内POP、2004年 - 2006年）
- ボンメルシィ!スクール（夏号雑誌、2005年）
- エポック社 ドラえもん日本旅行ゲーム（雑誌広告、2005年）
- 松屋 FIRST SUCCESS（カタログ、2005年）
- 伊勢丹写真館 七五三カタログ（2005年）
- 髙島屋新入学（2006年度版DM）
- 小学館 小学一年生入学直前号（2006年度版）
- 日本生活協同組合連合会 '06 子供と暮らす&季節の暮らし夏号
- ムトウチャーチーム（夏号、2007年）

### VP
- ベネッセ しまじろう ほっぷ（2003年2・10月号）

### プロモーションビデオ
- day after tomorrow『lost angel 〜あの日、碧にキミがいて〜』（2004年）
- RIZE『heiwa』（2007年）
- Mr.Children『GIFT』（2008年）